# Moskovski zološki vrt
Moskovski zoološki vrt (ruski: Московский зоопарк) djeluje od 1864. godine, kada su ga osnovali profesori biologije K. F. Rulje, S. A. Usov i A. P. Bogdanov s Moskovskog državnog sveučilišta Lomonosov. Prostire se na 21,5 hektara.
Nacionaliziran je 1919. godine. Od 1922. godine do danas u vlasništvu je grada Moskve.
Kada se otvorio, imao je površinu od 10 hektara te 286 životinja. Godine 1926., zoološki vrt se proširio na susjedno područje, povećavši površinu na 18 hektara. Izvorne građevine bile su drvene, sagrađene u starom ruskom stilu s ukrasima.
Godine 1990., zoološki vrt je obnovljen. Nastao je novi glavni ulaz u obliku velikog dvorca, i pješačkog mosta, koji povezuje stari (iz 1864.) i noviji dio (iz 1926.) zoološkoga vrta. Prije izgradnje pješačkog mosta, izgledalo je kao da postoje dva zasebna zoološka vrta. 
Noviji eksponati uključuju: morski akvarij, nastambe za ptice, noćne izložbe, prostor za morske lavove i kutak za djecu. Novi slapovi i potoci pridonose prirodnijem izgledu. 
Moskovski zoološki vrt danas ima preko 6000 životinja, koje predstavljaju oko 1000 životinjskih vrsta. 

## Galerija
- Jezero s labudovima i patkama
- Prostor za morske lavove
- Bijeli kit u delfinariju
- Mrki medvjed, simbol Rusije

## Vanjske poveznice
- Fotografije Moskovskog zološkog vrta  Arhivirana inačica izvorne stranice od 13. svibnja 2013. (Wayback Machine)